# Test nucleare nordcoreano del 2013

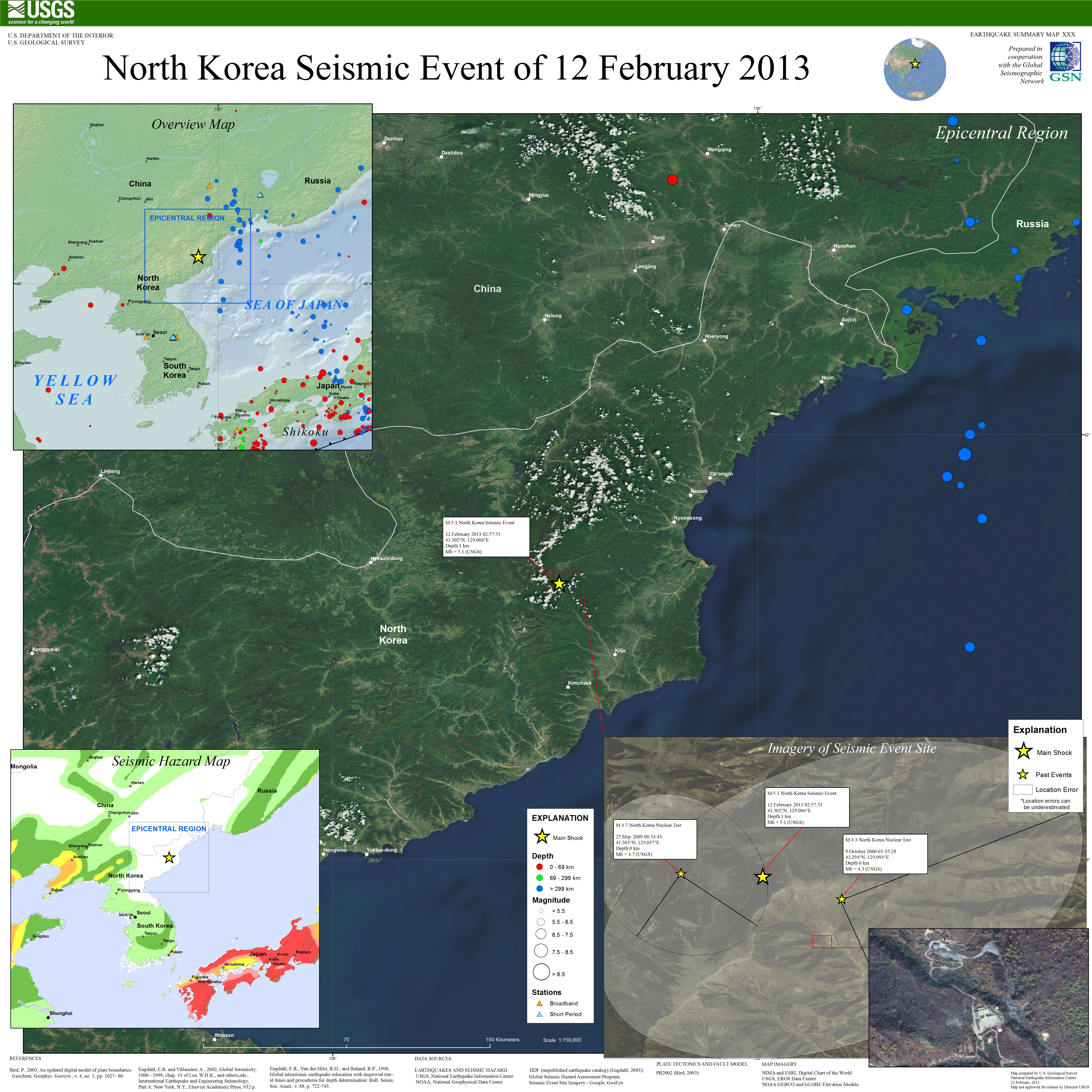
Infografica dell'USGS che mostra l'intensità dell'evento

L'effettuazione del test nucleare nordcoreano del 2013 fu annunciato il 12 febbraio 2013 dai media locali. Si trattava di un test sotterraneo, il terzo eseguito negli ultimi sette anni dal Paese asiatico. L'associazione CTBTO (Comprehensive Nuclear-Test-Ban Treaty Organization Preparatory Commission) che ha stipulato il trattato Comprehensive Test Ban Treaty che vieta esperimenti nucleari in qualsiasi stato del globo, ha espresso preoccupazioni sul fatto che si possa trattare effettivamente di un test con una bomba nucleare. L'esplosione ha creato un sisma di 4,9 della scala Richter poi rivisto a 5,1. Il Giappone appena saputa la notizia ha convocato un congresso di emergenza con gli USA lo stesso 12 febbraio e la Corea del Sud ha messo in allerta il suo apparato militare.

## Test
Il 12 febbraio la Corea del Nord ha annunciato di aver condotto con successo il loro terzo esperimento nucleare sotterraneo, attraverso la Korean Central News Agency. Già prima dell'annuncio ufficiale i sismografi statunitensi avevano rilevato un terremoto di magnitudo 4.9 presso la città Kilju County; lo United States Geological Survey ha stimato una potenza compresa tra i 6-7 chilotoni di TNT. L'esplosione è avvenuta alle 11:57 locali (02:57 UTC) e l'ipocentro era situato a solo un chilometro sotto terra. Il terremoto è stato sentito oltre che in varie parti della Corea del Nord, anche dagli abitanti delle città di Hunchun e Antu in Cina come ha riportato il China Earthquake Network Center.

## Reazioni
Tanti paesi del globo si sono espressi duramente contro questi test nucleari condotti dalla Corea del Nord: il Giappone dopo aver convocato un congresso con gli USA ha effettuato una riunione a Tokyo secondo quanto riporta l'agenzia NHK; la Corea del Sud ha messo in allerta il suo apparato militare. Anche l'Italia, attraverso il suo ministro degli esteri Giulio Terzi, si è definita assolutamente contraria a questi test nucleari, ed ha affermato il suo appoggio con le Nazioni Unite contro il progetto nucleare nordcoreano.